# Friginatica conjuncta
Friginatica conjuncta là một loài ốc biển nước sâu cỡ nhỏ, là động vật thân mềm chân bụng sống ở biển trong họ Naticidae.